# 十腰内
十腰内（とこしない）とは青森県弘前市の大字。郵便番号は036-1201。

## 地理
青森県道30号岩木山環状線・青森県道31号弘前鯵ケ沢線が通り、青森県道132号十腰内陸奥森田停車場線の始点でもある。北はつがる市（旧西津軽郡森田村地域）森田町床舞・北津軽郡鶴田町妙堂崎、北東は北津軽郡鶴田町廻堰、東は十面沢、南から西にかけて西津軽郡鰺ヶ沢町長平町、北西は西津軽郡鰺ヶ沢町建石町に接する。また、かつては「遠寺円」とも表記された。
地名の由来は、強力の刀鍛冶鬼神太夫が10振の刀を打ち出して自慢したが、１振飛んで杉に突き刺さったので里人はこれを神として尊敬し、９腰が残ったため十腰無い村とよんだという言い伝えがある。アイヌ語由来の地名の1つであるとの異説もある。

### 小字
小字として猿沢・野中がある。

## 歴史

### 沿革
- 1889年（明治22年）4月1日 - 町村制施行により裾野村の大字となる。
- 1955年（昭和30年）3月1日 - 市町村合併により弘前市に所属、同市の大字になる。

## 伝承
地名について、刀鍛冶にまつわる伝承がいくつか残されている。「津軽俗説選」では鬼神大夫という剛力無双の刀鍛冶が十振りの刀を鍛えたところ、そのうち一本が飛んでいって戻ってこず、「十腰無い」ために十腰内という地名にあなった由来になったとする逸話を紹介している。また「日本伝説体系」では大蛇が鍛冶屋の娘に惚れて鬼神丸という名の若者となって弟子入りし、それを察した鍛冶屋に「九日で十振りの刀を鍛えれば娘をやる」と約束されて作り上げたところ、そのうち一本を隠されて「十腰無い」ために立ち去るしかなかったという言い伝えが紹介されている。

## 世帯数と人口
2017年（平成29年）6月1日現在の世帯数と人口は以下の通りである。
| 大字               | 世帯数  | 人口  |
| ------------------ | ------- | ----- |
| 十腰内（小字全域） | 279世帯 | 755人 |

## 施設

### 教育
- 十腰内保育所

### 商業
- 丸豊冷蔵庫
- サンボランタリー十腰内店

### 農業
- 十腰内農業研修会館

### 公共
- 十腰内集会所
- 十腰内簡易郵便局

## 小・中学校の学区
市立小・中学校に通う場合、学区は以下の通りとなる。
| 大字   | 番地 | 小学校             | 中学校             |
| ------ | ---- | ------------------ | ------------------ |
| 十腰内 | 全域 | 弘前市立裾野小学校 | 弘前市立裾野中学校 |

## 交通
- 弘南バス
  - 弘前 - 十腰内・鰺ヶ沢線（高杉・鬼沢経由）
  - 弘前 - 十腰内線（三世寺経由）
  - 鰺ヶ沢 - 聖愛高校線
  - 十腰内 - 弘前駅線（楢の木・糠坪経由）

神社前、十腰内東口、十腰内、長前 停留所